# Coelred
Coelred (of Ceolred) (? – 716) was koning van Mercia tussen 709 en 716.
Hij was de zoon van Æthelred I en werd koning nadat zijn neef Coenred afstand van de troon had gedaan om op pelgrimstocht te gaan.
In 715 vocht Mercia onder Coelreds leiding tegen een leger van Wessex. Hoe dit afliep is onbekend. 
In 716 stierf Coelred tijdens een banket. Bonifatius beschrijft in een brief aan zijn opvolger Æthelbald dat Coelred overleed na een aanval van krankzinnigheid; hij zou bezeten zijn geweest door demonen.